# しらす丼

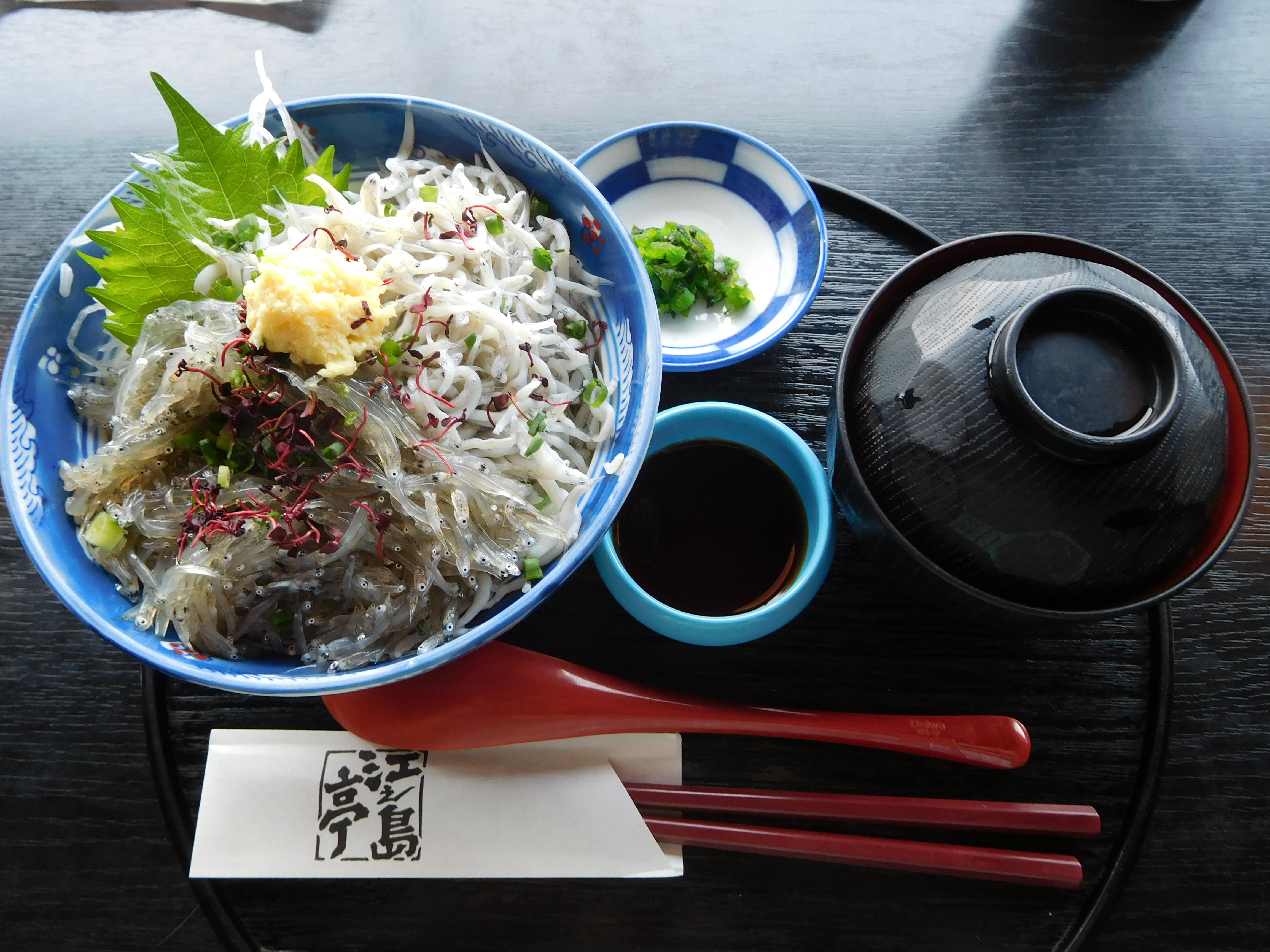
江の島のしらす丼。生しらすと釜揚げしらすを半々に盛り付けている。

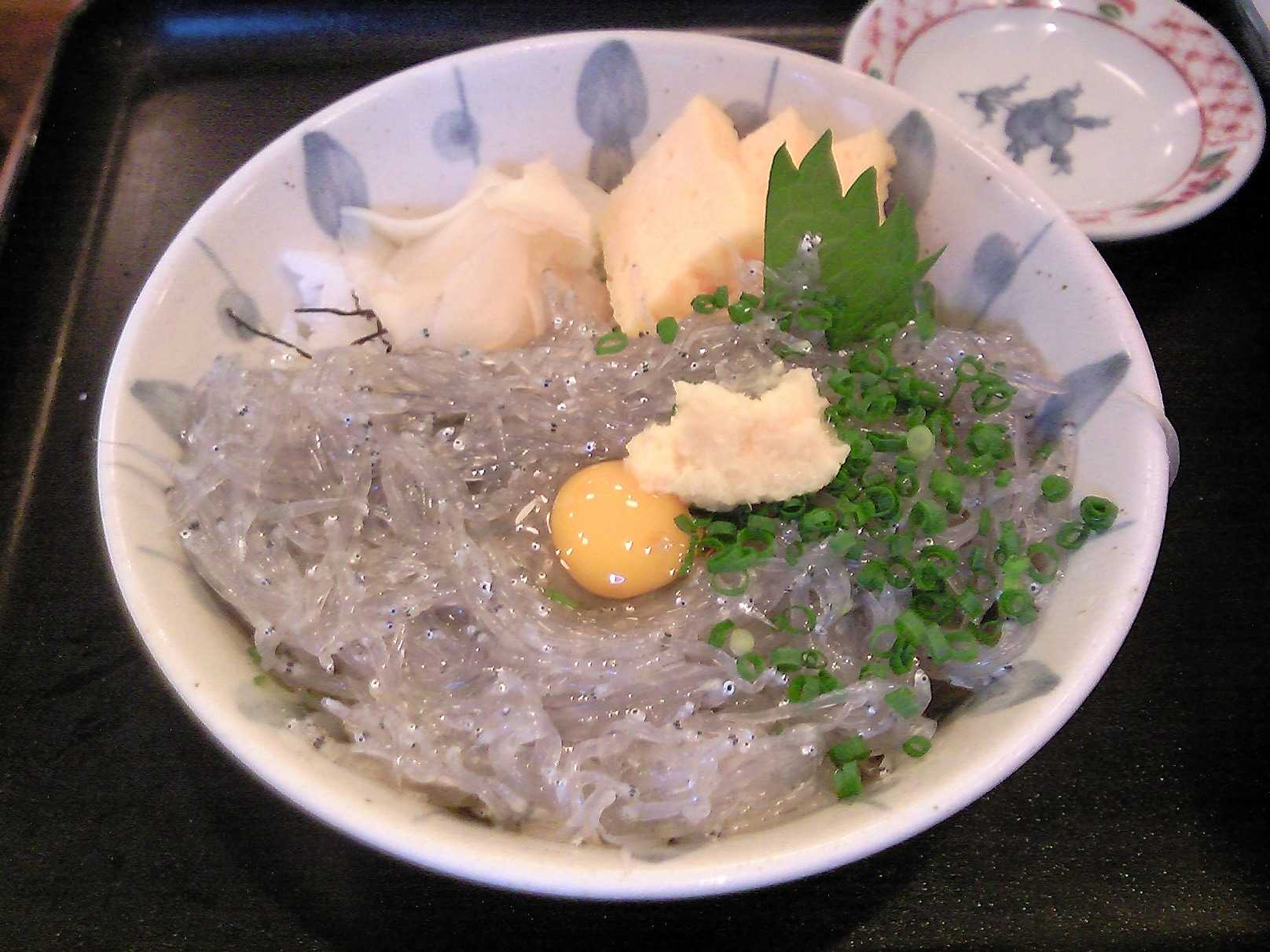
生しらす丼

しらす丼（白子丼、しらすどん）は、しらすを使った家庭でも一般に食される丼料理である。

## 概要
しらす丼は、基本的に飯を盛った丼の上に釜揚げしらすなどを載せ、タレや醤油などを掛けて食べる簡単なもので、卵の黄身や、ねぎ、青シソ、刻み海苔などの薬味を載せて食べることも多い。鮪などを混ぜ込む場合もある。
具材に釜揚げしらすを用いる丼は、産地では決して高価ではないありふれた家庭料理だが、しらすの漁獲量は年々減少している。しらすの水揚げが多い地域は相模湾の茅ヶ崎・片瀬から逗子・葉山に至る湘南海岸周辺、鹿島灘、駿河湾、遠州灘、熊野灘、紀伊水道、瀬戸内海、宇和海、積丹半島沿岸など全国津々浦々に存在する。その他の地域では一般に冷凍しらすが流通しているが、風味や食感は釜揚げに比べると劣る。しかし、あらかじめ凍ったしらすを熱々の飯に載せて、ルイベ風に食すしらす丼もある。なお、しらす丼が普及したのは冷蔵庫の普及によるものであるとされる。
生しらすを用いる生しらす丼もある。しらすは鮮度が落ちやすく、品質管理の難しさの割に単価が低い。よって、水揚げされたしらすの殆どは加工工場に搬送されるため、生しらす丼は、主に漁港近くの店舗で提供される観光要素が強い。

## 観光資源として

### 神奈川県
神奈川県の鎌倉市、逗子市、葉山町、藤沢市、茅ヶ崎市などでは『湘南しらす』として神奈川県のプライドフィッシュに認定されており、数多くの提供店がある。その中、生しらす丼を提供する店もある。

### 静岡県
静岡市駿河区の用宗漁港では、『用宗漁港まつり』の目玉として生しらすやしらす丼を採り上げており、しらす漁の体験乗船なども行っている。また、漁港には生しらす丼を提供する漁港直営の「どんぶりハウス」がある。

### 和歌山県
和歌山県湯浅町観光協会では、地場で水揚げ加工された「釜揚げしらす」に醤油や薬味（金山寺味噌）なども地場産品を用いて「紀州湯浅のしらす丼」と呼称し、飲食店などに観光PRを行っている。協力店は10店舗強で、観光協会がパンフレットを配布している。

### 兵庫県
兵庫県淡路島では、北淡路ブランド推進協議会と淡路島岩屋漁協が「淡路島の生しらす」として2011年からブランド化を図っている。